# Olympisches Sportzentrum Qinhuangdao
Das Olympische Sportzentrum Qinhuangdao ist ein Stadion in Qinhuangdao, einer Stadt in der nordchinesischen Provinz Hebei. Es wurde anlässlich der Olympischen Sommerspiele 2008 errichtet, bei denen es als Sportstätte für Fußballspiele diente.
Das Stadion wurde zwischen Mai 2002 und dem 30. Juli 2004 gebaut. Damit war es das erste Fußballstadion für die Olympischen Spiele, das fertiggestellt wurde. Es bietet 33.572 Zuschauern Platz. 0,2 Prozent der Plätze sind für Behinderte reserviert. Es wird durch eine kurvige weiße Dachkonstruktion geschützt, die an Segel erinnert.
Seit der Fertigstellung wurden in dem Stadion mehrere internationale Freundschaftsspiele ausgetragen. 